# Aheylit
Aheylit (IMA-Symbol Ahe) ist ein sehr selten vorkommendes Mineral aus der Mineralklasse der „Phosphate, Arsenate und Vanadate“ mit der chemischen Formel FeAl6[(OH)2|PO4]4·4H2O und ist damit chemisch gesehen ein wasserhaltiges Eisen-Aluminium-Phosphat mit zusätzlichen Hydroxidionen.
Aheylit kristallisiert im triklinen Kristallsystem, entwickelt aber keine mit bloßem Auge sichtbaren Kristalle (maximale Kristallgröße etwa 3 µm). Meist findet er sich ähnlich dem Verwandten Türkis in Form von traubigen, nierigen oder kugeligen Mineral-Aggregaten bis etwa 5 mm Größe sowie feinfaserige und miteinander verwachsene Massen. 

## Etymologie und Geschichte
Erstmals entdeckt wurde Aheylit in der nach dem gleichnamigen Ort benannten Grube Huanuni, einer der weltweit reichsten Kassiterit-Lagerstätten in der bolivianischen Provinz Pantaléon Dalence. Wissenschaftlich beschrieben wurde das Mineral erstmals 1986 durch Eugene E. Foord und Joseph E. Taggart, Jr., die es zu Ehren von Allen V. Heyl (1918–2008) nach diesem benannten.

## Klassifikation
Da der Aheylit erst 1984 als eigenständiges Mineral anerkannt und dies erst 1986 publiziert wurde, ist er in der seit 1977 veralteten 8. Auflage der Mineralsystematik nach Strunz noch nicht verzeichnet.
Im Lapis-Mineralienverzeichnis nach Stefan Weiß, das sich aus Rücksicht auf private Sammler und institutionelle Sammlungen noch nach dieser alten Form der Systematik von Karl Hugo Strunz richtet, erhielt das Mineral die System- und Mineral-Nr. VII/D.15-030. In der „Lapis-Systematik“ entspricht dies der Klasse der „Phosphate, Arsenate und Vanadate“ und dort der Abteilung „Wasserhaltige Phosphate, mit fremden Anionen“, wo Aheylit zusammen mit Afmit, Chalkosiderit, Clarait, Faustit, Kobokoboit, Planerit und Türkis die „Türkis-Gruppe“ (VII/D.15) bildet (Stand 2018).
Die von der International Mineralogical Association (IMA) zuletzt 2009 aktualisierte 9. Auflage der Strunz’schen Mineralsystematik ordnet den Aheylit ebenfalls in die Abteilung der „Phosphate usw. mit zusätzlichen Anionen; mit H2O“ ein. Diese ist allerdings weiter unterteilt nach der relativen Größe der beteiligten Kationen und dem Stoffmengenverhältnis der weiteren Anionen zum Phosphat-, Arsenat- bzw. Vanadatkomplex, so dass das Mineral entsprechend seiner Zusammensetzung in der Unterabteilung „Mit ausschließlich mittelgroßen Kationen; (OH usw.) : RO4 = 2 : 1“ zu finden ist, wo es zusammen mit Chalkosiderit, Faustit, Planerit und Türkis die „Türkisgruppe“ mit der System-Nr. 8.DD.15 bildet.
Auch die vorwiegend im englischen Sprachraum gebräuchliche Systematik der Minerale nach Dana ordnet den Aheylit in die Klasse der „Phosphate, Arsenate und Vanadate“ und dort in die Abteilung der „Wasserhaltigen Phosphate etc., mit Hydroxyl oder Halogen“ ein. Hier ist er ebenfalls in der „Türkisgruppe“ mit der System-Nr. 42.09.03 innerhalb der Unterabteilung „Wasserhaltige Phosphate etc., mit Hydroxyl oder Halogen mit (A)3(XO4)2 Zq × x(H2O)“ zu finden.

## Kristallstruktur
Aheylit kristallisiert triklin in der Raumgruppe P1 (Raumgruppen-Nr. 1) oder P1 (Nr. 2) mit den Gitterparametern a = 7,40 Å; b = 9,90 Å; c = 7,63 Å; α = 110,9°; β = 115,0° und γ = 70,0° sowie einer Formeleinheit pro Elementarzelle.

## Bildung und Fundorte

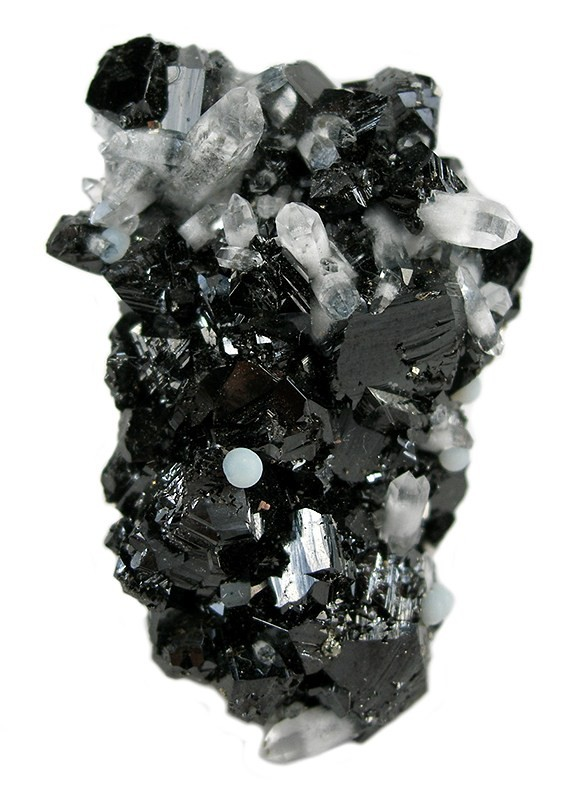
Aheylit (hellblaue Sphärolithe), Kassiterit (schwarz) und Quarz (farblos) aus der Grube Huanuni, Bolivien (Größe: 3,5 cm × 2,3 cm × 0,8 cm)

Aheylit bildet sich im Spätstadium hydrothermaler Vorgänge Unedelmetall-Zinn-Lagerstätten. Als Begleitminerale treten unter anderem Kassiterit, Pyrit, Quarz, Sphalerit, Variscit, Vivianit und Wavellit auf.
Neben seiner Typlokalität Grube Huanuni (Oruro) konnte das Mineral in Bolivien noch in der Grube Tazna (auch: Tasna) am Cerro Tazna in der Bergregion Cordillera de Chichas (Potosí) gefunden werden. 
Weitere bisher bekannte Fundorte sind unter anderem die als „Bali Lo“ bezeichnete Prospektion im Verwaltungsgebiet Ashburton Shire in Westaustralien, die „Les Montmins Mine“ bei Échassières im französischen Département Allier und die Tongrube „Goonbarrow China“ bei Bugle in der englischen Grafschaft Cornwall.